# Русское генеалогическое общество
Русское генеалоги́ческое общество (РГО) — российское генеалогическое общество, действовавшее (1897—1922) и восстановленное (1991).

## История

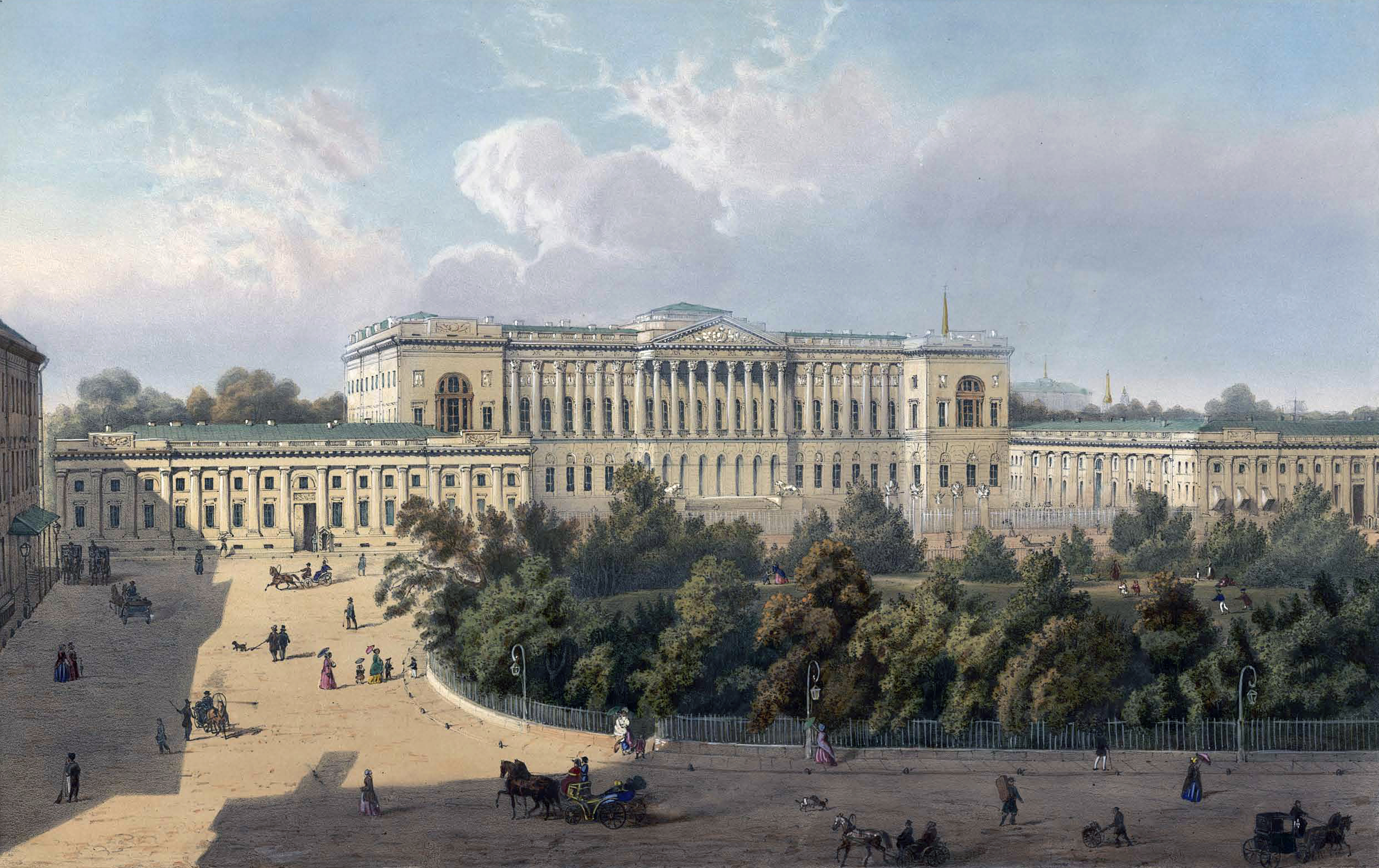
Михайловский дворец (XIX век)

Инициаторами создания Русского генеалогического общества были видные российские генеалоги конца XIX века — князь Лобанов-Ростовский, Губастов К. А., Лихачёв Н. П., Руммель В. В., Савёлов Л. М., Шереметев С. Д. и другие.
Устав Общества зарегистрирован (19 августа 1897). Первое заседание состоялось (19 января 1898), председателем избран великий князь Георгий Михайлович.
Обществу выделены помещения в Михайловском дворце (начало 1899) и сформирована библиотека общества. Издания поступали из Академии наук (единовременно было получено несколько сотен томов), Русского исторического общества (около ста томов сборника общества), Археологического института, архива Министерства юстиции, ряда губернских учёных архивных комиссий и в виде пожертвований от членов общества. В библиотеке общества насчитывалось более 3,5 тысяч томов: 2818 томов русских изданий и 607 иностранных томов (ноябрь 1904).
Общество издавало труды по генеалогии в «Известиях Русского генеалогического общества» (редактировал Лихачёв Н. П.).
После Октябрьской революции общество прекратило активную деятельность. Ряд членов общества обратился к руководству Российской академии истории материальной культуры (РАИМК) с просьбой принять РГО в состав научных учреждений РАИМК (сентябрь 1919). Обращение было одобрено, с условием изменения устава общества. РГО действовало (1919—1922), в соответствии с изменённым уставом, как «Русское историко-генеалогическое общество (РИГО)» под председательством А. А. Сиверса. Деятельность РИГО была признана нецелесообразной (1922). Помещения РИГО в Михайловском дворце были опечатаны «для передачи библиотеки в распоряжение Петроградского губернского отдела народного образования» (сентябрь 1923) и общество окончательно прекратило свою деятельность.
Группа советских генеалогов выступила с инициативой организации в СССР генеалогического объединения (декабрь 1989). Проведён учредительный съезд вновь созданного «Русского генеалогического общества» (19 февраля 1991). На съезде принят Устав Общества, официально зарегистрированный (05 мая 1991). Президентом избран библиограф, генеалог Сахаров И. В.
Согласно Уставу, общество является добровольным научно-общественным объединением, целью которого является активизация историко-генеалогических исследований и распространение генеалогических знаний. Обществом издаётся генеалогическая литература в серии «Свод поколенных росписей» (с 1993). Возобновлён выпуск журнала «Известия Русского генеалогического общества» (с 1994). Издаётся журнал «Генеалогический Вестник» (с 2001).

## Члены общества
По состоянию на 01 мая 1914 года.
| Ф. И, О / Титул                         | Примечания                                          |
| --------------------------------------- | --------------------------------------------------- |
| Председатель                            |                                                     |
| Великий князь Георгий Михайлович        |                                                     |
| Товарищ Председателя                    |                                                     |
| Барон Таубе Михаил Александрович        |                                                     |
| Члены Совета                            |                                                     |
| Губастов Константин Аркадьевич          | Почётный член общества.                             |
| Ермолов Александр Сергеевич             |                                                     |
| Лихачёв Николай Петрович                |                                                     |
| Князь Сиверс Александр Александрович    | Библиотекарь.                                       |
| Барон Типольт Николай Аполлонович       | Казначей общества                                   |
| Бурнашев Сергей Николаевич              | Секретарь общества                                  |
| Члены учредители                        |                                                     |
| Губастов Константин Аркадьевич          |                                                     |
| Корсаков Дмитрий Александрович          |                                                     |
| Лихачёв Николай Петрович                |                                                     |
| Рейтерн Евграф Евграфович               |                                                     |
| Савёлов Леонид Михайлович               |                                                     |
| Барон Таубе Михаил Александрович        |                                                     |
| Граф Шереметьев Сергей Дмитриевич       |                                                     |
| Барсуков Александр Платонович           | Умер 15 апреля 1914 года.                           |
| Бартенев Пётр Иванович                  | Умер 22 октября 1912 года                           |
| Граф Бобринский Александр Алексеевич    | Умер 24 февраля 1903 года.                          |
| Бычков Афанасий Фёдорович               | Умер 02 апреля 1899 года                            |
| Веневитинов Михаил Алексеевич           | Почётный член общества, умер 14 сентября 1901 года. |
| Власьев Геннадий Александрович          | Умер 23 февраля 1912 года.                          |
| Дашков Павел Яковлевич                  | Умер 06 февраля 1910 года.                          |
| Граф Милорадович Григорий Александрович | Умер 13 августа 1905 года.                          |
| Мордвинов Владимир Павлович             | Умер 03 мая 1908 года.                              |
| Архимандрит Пимен (Благово)             | Умер 09 июня 1897 года.                             |
| Руммель Василий Владимирович            | Умер 21 июня 1903 года.                             |
| Селифонтов Николай Николаевич           | Умер 29 декабря 1900 года.                          |
| Татищев Сергей Спиридонович             | Умер 07 августа 1906 года.                          |
| Хитрово Василий Николаевич              | Умер 05 мая 1903 года.                              |
| Штендман Георгий Фёдорович              | Умер 08 мая 1903 года.                              |
| Шубинский Сергей Николаевич             | Умер 28 мая 1913 года.                              |
| Почётные члены                          |                                                     |
| Великий князь Николай Михайлович        |                                                     |